# TV Oberfranken

Medienhaus Hof

TV Oberfranken, kurz tvo, ist ein bayerischer Regionalsender mit Sitz in Hof in Bayern der TV Oberfranken GmbH & Co. KG. Das Sendegebiet umfasst den gesamten Regierungsbezirk Oberfranken. Neben der Hauptsendeanstalt in Hof unterhält der Sender noch ein Regionalstudio in Bamberg sowie Marketingbüros in Bayreuth und Coburg.

## Der Sender

### Sendegebiet
Die technische Reichweite von TVO liegt laut Mediadaten des Senders bei rund 700.000 Personen im Kabelnetz. Auch über das digitale Kabelnetz von Vodafone Kabel Deutschland ist TVO rund um die Uhr frei empfangbar. Viele Regionen Oberfrankens sind allerdings nicht an das Kabelnetz angeschlossen, aus diesem Grund wird das Programm auf dem Satelliten Astra 1M via DVB-S komplett flächendeckend ausgestrahlt. Derzeit können rund 1.360.000 Personen in Ober-, Mittel- und Unterfranken TVO über Digital-Satellit empfangen. Zudem ist das Programm über Telekom Entertain auf dem Kanal 2036 empfangbar. Als vierter Verbreitungsweg ist TV Oberfranken via Livestream weltweit zu empfangen.

### Sendezeit
TVO sendet digital von Montag bis Freitag zwischen 18:00 und 18:30 Uhr im Regionalfenster des Privatsenders RTL Television, sowie gleichzeitig 24 Stunden auf dem Kabelkanal 9 (in Bamberg: Kabelkanal 10). Seit der 27. Kalenderwoche 2008 ist TVO zusätzlich im digitalen Kabel auf dem Kabelkanal 32 unverschlüsselt zu empfangen.

## Sendungen

### Campus TV
Christian Limpert und David Meadows-Hertig, zwei Studenten des Bachelorstudiengangs „Theater und Medien“, hatten im November 2002 an der Universität Bayreuth die Idee, im Rahmen des jährlichen „5-Euro-Business“-Wettbewerbs, Fernsehen von Studenten für Studenten zu machen. Über den Wettbewerb hinaus arbeiteten die beiden in den folgenden Monaten ein Konzept aus und gewannen zahlreiche interessierte Kommilitonen sowie Jürgen E. Müller von der Professur für Medienwissenschaft als Unterstützer. Danach wurde das Projekt dem regionalen Fernsehsender TV Oberfranken vorgestellt, der Interesse bekundete, Sendungen im regulären Programm auszustrahlen.
Am Mittwoch, den 3. Dezember 2003, ging „Campus TV, das Medien-Projekt der Universität Bayreuth“, um 18:30 Uhr das erste Mal auf der Frequenz von TVO auf Sendung. Seitdem produzieren vornehmlich Bayreuther Medienwissenschafts-Studenten die fünfzehnminütige Magazinsendung in Kooperation mit TV Oberfranken. Recherche, Drehs und der Schnitt der Beiträge liegen in den Händen der Studenten. Unterstützt werden sie dabei von Projektleiter Jürgen E. Müller und Koordinator Jens Wagner und der Redaktion von TV Oberfranken.
Dabei deckt Campus TV alle oberfränkischen Hochschulen ab: Neben der Universität Bayreuth sind das die Universität Bamberg sowie die Hochschule Hof und die Hochschule Coburg. Die Themen der Sendung sind bunt gemischt und richten sich an die Zielgruppe der Studenten. Auch hat jeder oberfränkische Student die Möglichkeit, bei diesem Projekt mitzuarbeiten. Heute sendet Campus TV jeden ersten Donnerstag im Monat von 17:30 bis 17:45 Uhr.

#### Logos von Campus TV

Erstes Logo, von Dezember 2003 bis Januar 2006
Zweites Logo, von Januar 2006 bis Juni 2009
Aktuelles Logo, seit Juni 2009